# Force India VJM07
O Force India VJM07 é o carro da equipe Force India para a temporada de Fórmula 1 de 2014, pilotado por Sergio Pérez e Nico Hulkenberg.
Em 22 de janeiro de 2014, a Force India foi a primeira equipe de Fórmula 1 a apresentar seu carro para a temporada de 2014. Ela apresentou em seu site oficial o VJM7, que tem o preto como cor predominante no lugar do branco, utilizado em 2013 e nas últimas temporadas. O modelo ainda tem detalhes em laranja e verde, duas cores tradicionais na Force India.
Em geral, o design não tem grandes mudanças em relação ao utilizado na temporada passada, mas conta com algumas alterações feitas para que o carro se adapte às novas regras, como uma reformulação nas saídas do escapamento.
Outra mudança é que o carro passará a estampar nas carenagens a marca da patrocinadora Claro, algo que foi possível com a chegada de Sergio Pérez. Com novas empresas apoiando e com a mudança de cores, Vijay Mallya, chefe da equipe, acredita que a escuderia passará a evoluir mais e ganhará mais espaço mundialmente.
Em 28 de janeiro de 2014, a Force India fez uma apresentação formal do bólido em Jerez, Espanha, onde acontecem os primeiros treinos de pré-temporada.
O carro da equipe indiana traz o mesmo estilo de “bico tamanduá” apresentado por outras equipes, como Toro Rosso e McLaren, com uma protuberância pronunciada na ponta do modelo. Sob a carenagem, ele traz o novo motor V6 turbo da Mercedes.

## Resultados[5]
| Pos | Piloto          | Nº | AUS | MAL | BAR | CHN | ESP | MON | CAN | AUT | GBR | ALE | HUN | BEL | ITA | SIN | JAP | RUS | EUA | BRA | ABU | Pontos | Pts da Equipe | Pos da Equipe |
| --- | --------------- | -- | --- | --- | --- | --- | --- | --- | --- | --- | --- | --- | --- | --- | --- | --- | --- | --- | --- | --- | --- | ------ | ------------- | ------------- |
| 9   | Nico Hülkenberg | 27 | 6   | 5   | 5   | 6   | 10  | 5   | 5   | 9   | 8   | 7   | Ret | 10  | 12  | 9   | 8   | 12  | Ret | 8   | 6   | 96     | 155           | 6º            |
| 10  | Sergio Pérez    | 11 | 10  | NL  | 3   | 9   | 9   | Ret | 11† | 6   | 11  | 10  | Ret | 8   | 7   | 7   | 10  | 10  | Ret | 15  | 7   | 59     | 155           | 6º            |